# 50000 Quaoar
50000 Quaoar là một thiên thể bên ngoài Sao Hải Vương dạng đất đá nằm trong vành đai Kuiper. Nó được phát hiện năm 2002 và được đặt tên tạm thời là 2002LM60. Sau này nó được đặt tên chính thức là Quaoar năm 2008. Nó có ít nhất là một vệ tinh. Một số nhà thiên văn coi nó là một hành tinh lùn mặc dù IAU vẫn chưa chính thức công nhận điều này.

## Lịch sử

### Khám phá

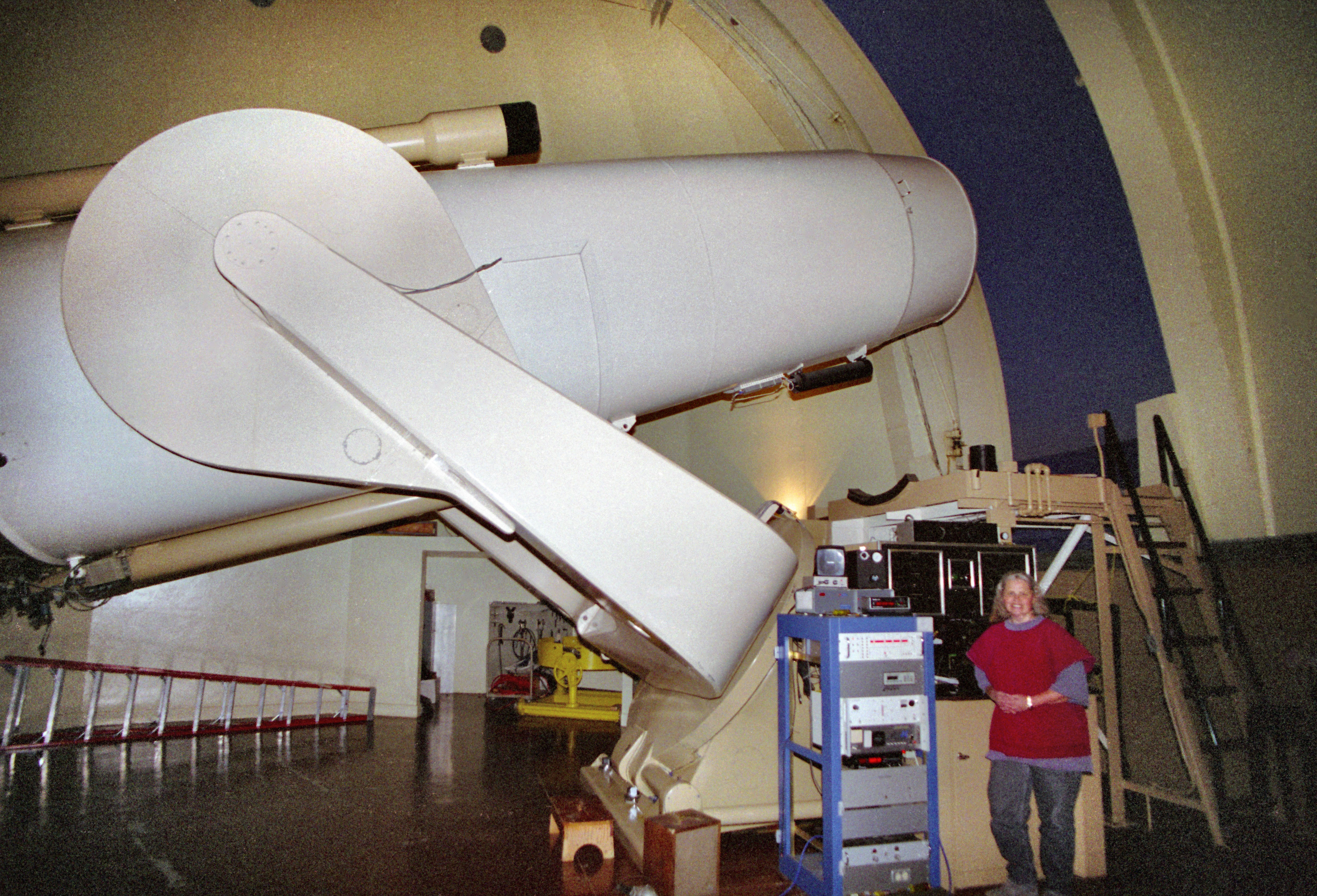
Quaoar được phát hiện bằng Kính thiên văn Samuel Oschin tại Đài thiên văn Palomar

Hoạt ảnh của ba hình ảnh khám phá được chụp trong khoảng thời gian 4,5 giờ, cho thấy chuyển động chậm của Quaoar (biểu thị bằng mũi tên)

Quaoar được nhà thiên văn học Chad Trujillo phát hiện vào ngày 5 tháng 6 năm 2002, khi ông xác định nó trong các hình ảnh thu được từ Kính viễn vọng Samuel Oschin tại Đài thiên văn Palomar đêm hôm trước. Phát hiện này đã được gửi đến Trung tâm Hành tinh nhỏ vào ngày 6 tháng 6, với Trujillo và đồng nghiệp Michael Brown được ghi nhận cho khám phá này. Vào thời điểm khám phá, Quaoar nằm trong chòm sao Ophiuchus, với cường độ rõ ràng là 18,5. Phát hiện của nó đã được chính thức công bố tại một cuộc họp của Hiệp hội Thiên văn học Hoa Kỳ vào ngày 7 tháng 10 năm 2002. Hình ảnh khám phá sớm nhất của Quaoar được tìm thấy trên một tấm ảnh chụp vào ngày 25 tháng 5 năm 1954 từ Khảo sát bầu trời của Đài thiên văn Palomar. Khám phá của Quaoar đã được trích dẫn là Brown vì đã góp phần phân loại lại Sao Diêm Vương như một hành tinh lùn.

### Đặt tên
Quaoar được đặt theo tên của vị thần sáng tạo Tongva, theo quy ước đặt tên của Hiệp hội Thiên văn Quốc tế (IAU) cho các vật thể vành đai Kuiper không cộng hưởng theo các vị thần sáng tạo. Người Tongva có nguồn gốc từ khu vực xung quanh Los Angeles, thành phố nơi Quaoar được phát hiện. Michael Brown và nhóm của ông đã chọn tên với cách đánh vần trực quan hơn Kwawar, nhưng cách đánh vần ưa thích trong Tongva là Qua-o-ar. Sau khi phát hiện ra Quaoar, trước khi IAU chấp thuận tên của nó, Quaoar tạm thời được gọi là "Đối tượng X", sau Hành tinh X. Vào thời điểm đó, Quaoar được cho là một hành tinh thứ mười có thể, với kích thước tương đương với Sao Diêm Vương. Sau khi công bố phát hiện của nó,Quaoar được chỉ định tạm thời 2002 LM60, vì nó được phát hiện vào năm 2002. Hành tinh nhỏ số 50000 cho Quaoar không phải là sự trùng hợp ngẫu nhiên, nhưng được chọn để tưởng niệm một vật thể đặc biệt lớn được tìm thấy trong quá trình tìm kiếm một vật thể có kích thước sao Diêm Vương trong vành đai Kuiper, song song với 20000 Varuna tương tự. Tuy nhiên, những khám phá thậm chí còn lớn hơn như 136199 Eris được đánh số đơn giản theo thứ tự quỹ đạo của chúng được xác nhận

## Đặc điểm vật lý
Suất phản chiếu hoặc phản chiếu của Quaoar có thể thấp tới 0,1, vẫn cao hơn nhiều so với ước tính thấp hơn 0,04 cho 20000 Varuna. Điều này có thể chỉ ra rằng băng tươi đã biến mất khỏi bề mặt của Quaoar. Bề mặt có màu đỏ vừa phải, có nghĩa là Quaoar có độ phản xạ tương đối nhiều hơn trong phổ màu đỏ và gần hồng ngoại so với màu xanh lam. Các đối tượng vành đai Kuiper Varuna và Ixion cũng có màu đỏ vừa phải trong lớp quang phổ. Các vật thể vành đai Kuiper lớn hơn thường sáng hơn nhiều vì chúng được bao phủ trong băng tươi hơn và có suất phản chiếu cao hơn, và do đó chúng có màu trung tính. Một mô hình sưởi ấm bên trong thông qua phân rã phóng xạ năm 2006 cho thấy, không giống như 90482 Orcus, Quaoar có thể không có khả năng duy trì một đại dương nước bên trong tại ranh giới lõi lớp phủ.

### Khí quyển
Sự hiện diện của khí mêtan và các chất bay hơi khác trên bề mặt của Quaoar cho thấy rằng nó có thể hỗ trợ một bầu không khí mong manh được tạo ra từ sự thăng hoa của các chất bay hơi. Với nhiệt độ trung bình đo được là ~ 44 K (−229,2 °C), giới hạn trên của áp suất khí quyển của Quaoar dự kiến sẽ nằm trong phạm vi của một vài microbar. Do kích thước và khối lượng nhỏ của Quaoar, khả năng Quaoar có bầu khí quyển nitơ và carbon monoxide đã bị loại trừ, vì khí sẽ thoát ra khỏi Quaoar. Khả năng của khí quyển mêtan vẫn còn, với giới hạn trên là dưới 1 microbar. Vào năm 2013, Quaoar bị che khuất một ngôi sao có cường độ 15,8 độ và không tiết lộ dấu hiệu của bầu khí quyển đáng kể, đặt giới hạn trên cho ít nhất 20 nanobar, theo giả định rằng nhiệt độ trung bình của Quaoar là 42 K (−231,2 °C) và bầu khí quyển của nó bao gồm chủ yếu là metan.

### Khối lượng và tỉ trọng
Vì Quaoar là một đối tượng nhị phân, khối lượng của hệ thống có thể được tính từ quỹ đạo của thứ cấp. Mật độ ước tính của Quaoar khoảng 2,2 g / cm3 và kích thước ước tính 1.100 km (680 mi) cho thấy đây là một hành tinh lùn. Nhà thiên văn học người Mỹ Michael Brown ước tính rằng các vật thể đá có đường kính khoảng 900 km (560 mi) thư giãn thành trạng thái cân bằng thủy tĩnh, và các vật thể băng giá thư giãn thành trạng thái cân bằng thủy tĩnh ở đâu đó giữa 200 km (120 mi) và 400 km (250 mi). Với khối lượng ước tính lớn hơn 1,6 × 1021 kg, Quaoar có khối lượng và đường kính "thường" cần thiết để ở trạng thái cân bằng thủy tĩnh theo định nghĩa dự thảo IAU năm 2006 của một hành tinh (5 × 1020 kg, 800 km), và Brown nói rằng Quaoar "phải là" một hành tinh lùn. Phân tích biên độ đường cong ánh sáng chỉ cho thấy những sai lệch nhỏ, cho thấy Quaoar thực sự là một hình cầu với các đốm albedo nhỏ và do đó là một hành tinh lùn.

### Kích thước
| Năm  | Đường kính (km) | Phương pháp    | Tham khảo |
| ---- | --------------- | -------------- | --------- |
| 2004 | 1260±190        | hình ảnh       | [ 20 ]    |
| 2007 | 844+207 −190    | nhiệt          | [ 27 ]    |
| 2010 | 890±70          | nhiệt/hình ảnh | [ 28 ]    |
| 2013 | 1074±138        | nhiệt          | [ 13 ]    |
| 2013 | 1110±5          | che khuất      | [ 8 ]     |
| 2019 | 1121±1,2        | che khuất      | [ 9 ]     |

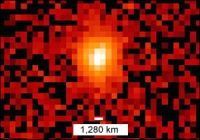
Ảnh qua Hubble được sử dụng để đo kích thước của Quaoar

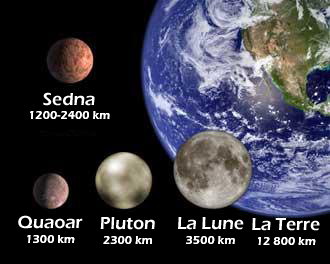
So sánh kích thước giữa Pluto, Sedna, Quaoar, Mặt Trăng và Trái Đất.

Quaoar được cho là một hình cầu bẹp có đường kính khoảng 1.100 km (680 mi), có hình dạng hơi dẹt. Các ước tính đến từ các quan sát của Quaoar khi nó chiếm một ngôi sao cường độ 15,8 vào năm 2013. Cho rằng Quaoar có giá trị độ xiên ước tính là 0,0897 ± 0,006 và đường kính xích đạo đo được là 1138 + 48 −34 km, Quaoar được cho là ở trạng thái cân bằng thủy tĩnh, được mô tả như một hình cầu Maclaurin. Quaoar có kích thước to và lớn bằng (nếu hơi nhỏ hơn) mặt trăng của Sao Diêm Vương. Quaoar có kích thước chỉ bằng một nửa Sao Diêm Vương.

### Núi lửa băng
Năm 2004, các dấu hiệu của băng kết tinh đã được tìm thấy trên Quaoar, cho thấy nhiệt độ đã tăng lên ít nhất 110 K (−163 °C) đôi khi trong mười triệu năm qua. Suy đoán bắt đầu từ những gì có thể khiến Quaoar nóng lên từ nhiệt độ tự nhiên 55 K (−218,2 °C). Một số người đã đưa ra giả thuyết rằng một loạt các thiên thạch nhỏ có thể đã làm tăng nhiệt độ, nhưng lý thuyết được thảo luận nhiều nhất cho rằng hiện tượng cryovolcan có thể xảy ra, được thúc đẩy bởi sự phân rã của các nguyên tố phóng xạ trong lõi Quaoar. Kể từ đó (2006), băng nước kết tinh cũng được tìm thấy trên Haumea, nhưng hiện diện với số lượng lớn hơn và được cho là chịu trách nhiệm cho suất phản chiếu rất cao của vật thể đó (0,7). Những quan sát chính xác hơn về phổ hồng ngoại gần của Quaoar năm 2007 cho thấy sự hiện diện của một lượng nhỏ (5%) khí metan và etan rắn. Với nhiệt độ sôi 112 K (−161 °C), metan là một loại băng dễ bay hơi ở nhiệt độ bề mặt trung bình của Quaoar, không giống như nước đá hoặc ethane. Cả hai mô hình và quan sát đều cho thấy rằng chỉ có một vài cơ thể lớn hơn (Sao Diêm Vương, Eris và Makemake) có thể giữ lại các lực dễ bay hơi trong khi nhóm chiếm ưu thế của các TNO nhỏ đã mất chúng. Quaoar, chỉ với một lượng nhỏ khí mêtan, dường như thuộc nhóm trung gian.

## Quỹ đạo và tự quay

Quỹ đạo của Quaoar, nhìn từ trên.

Quaoar quay quanh quỹ đạo ở khoảng 43,7 đơn vị thiên văn (6,54 × 109 km; 4,06 × 109 mi) từ Mặt trời với chu kỳ quỹ đạo là 288,8 năm. Quaoar có độ lệch tâm quỹ đạo thấp là 0,0394, nghĩa là quỹ đạo của nó gần như tròn. Quỹ đạo của nó nghiêng vừa phải với hoàng đạo ở khoảng 8 độ, điển hình cho dân số của các vật thể vành đai Kuiper cổ điển nhỏ (KBO) nhưng đặc biệt trong số các KBO lớn. Quaoar không bị nhiễu loạn đáng kể bởi Sao Hải Vương không giống như Sao Diêm Vương, đó là cộng hưởng quỹ đạo 2: 3 với Sao Hải Vương (Sao Diêm Vương quay quanh Mặt trời hai lần cho mỗi ba quỹ đạo do Sao Hải Vương hoàn thành). Quaoar là cơ quan lớn nhất được phân loại là cubewano, hoặc đối tượng vành đai Kuiper cổ điển, bởi cả Trung tâm Hành tinh nhỏ và Khảo sát Deep Ecliptic (mặc dù hành tinh lùn Makemake, lớn hơn, cũng được phân loại là một khối).Quaoar thỉnh thoảng di chuyển gần Mặt trời hơn Sao Diêm Vương, vì cách ngôn của Sao Diêm Vương (khoảng cách xa nhất với Mặt trời) nằm ngoài và dưới quỹ đạo của Quaoar. Vào năm 2008, Quaoar chỉ cách Sao Diêm Vương 14 AU, khiến nó trở thành vật thể lớn nhất gần nhất với Sao Diêm Vương vào năm 2019. Thời gian quay của Quaoar là không chắc chắn, và hai chu kỳ quay có thể của Quaoar được đưa ra (8,64 giờ hoặc 17,68 giờ). Bắt nguồn từ các đường cong ánh sáng quay của Quaoar được quan sát vào tháng 3 đến tháng 6 năm 2003, thời gian quay của nó được đo là 17,6788 giờ.

## Vệ tinh

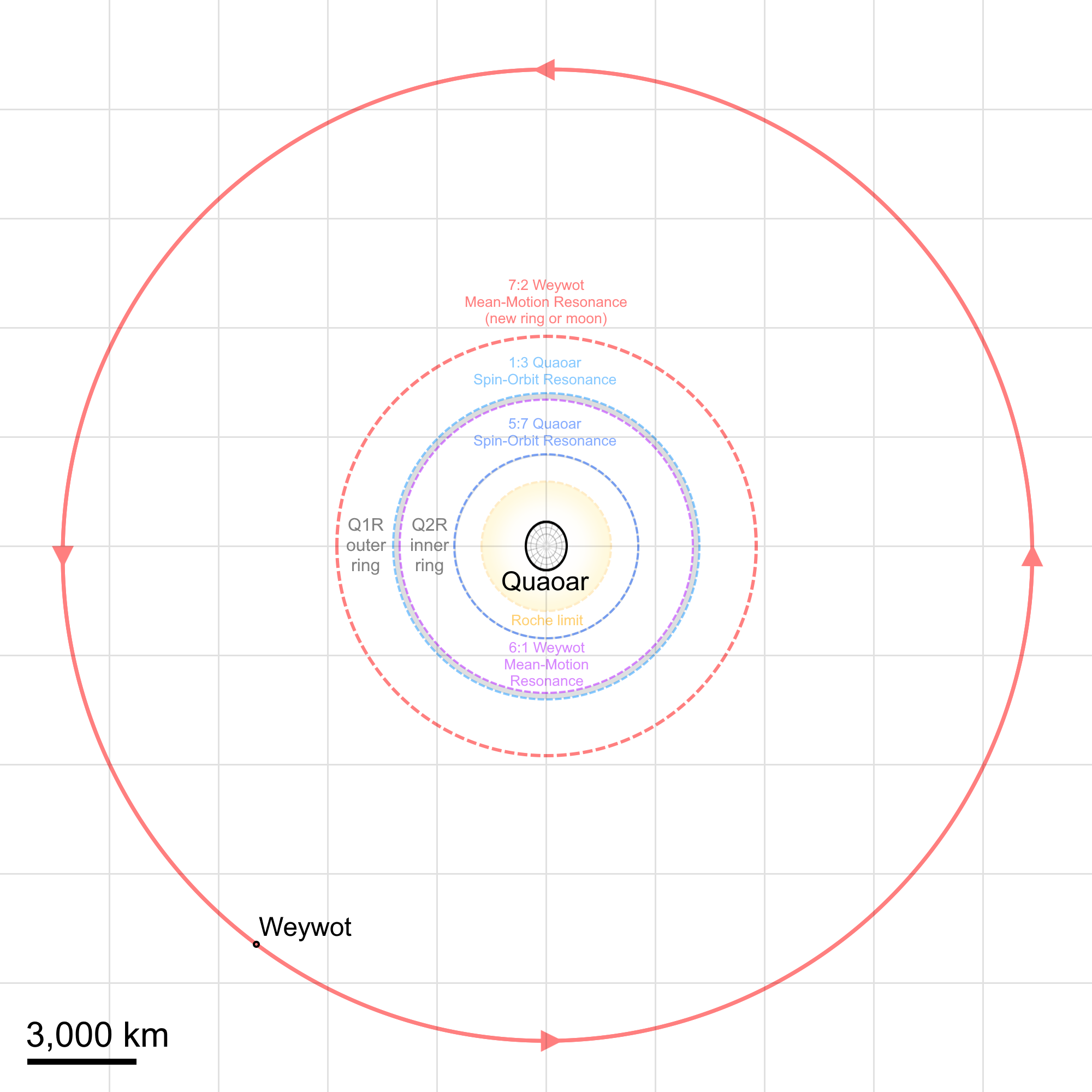
Quaoar & Weywot.

Quaoar có một vệ tinh được biết đến, Weywot. Vệ tinh này được đặt tên theo thần Bầu Trời, con trai của Thần Sáng tạo Quaoar, trong thần thoại của người Tongva. Hai quỹ đạo có thể có của Weywot đã được xác định từ các quan sát: đầu tiên là quỹ đạo tiên tiến với độ nghiêng quỹ đạo 14 độ, quỹ đạo ngược thứ hai với độ nghiêng quỹ đạo 30 độ (150 độ); các tham số khác rất giống nhau giữa hai quỹ đạo. Weywot quay quanh quỹ đạo ở khoảng cách 14,5 km (9.000 dặm) từ Quaoar và có độ lệch tâm quỹ đạo khoảng 0,14, nó hoàn thành một quỹ đạo trong khoảng 12,5 ngày. Weywot được ước tính có đường kính 81 km (50 mi), dựa trên các quan sát với Đài quan sát vũ trụ Herschel năm 2013. Trước các phép đo của Đài quan sát không gian Herschel, Weywot được đo khoảng 74 km (1⁄12 của Quaoar) theo cường độ rõ ràng của nó, theo giả định rằng Weywot có suất phản chiếu và mật độ tương đương với Quaoar. Weywot ước tính chỉ có 1⁄2000 khối lượng của Quaoar.